# Jean-Baptiste Le Chevalier
Jean-Baptiste Le Chevalier (1 de julio de 1752, Trelly - 2 de julio en Saint-Étienne-del-Mont) fue un astrónomo, viajero, arqueólogo y hombre de letras francés.
Fue profesor en París en los colegios de Plessis, de Harcourt y de  Navarra de 1772 a 1778.
Colaboró con Méchain en la Méridienne. Fue secretario del embajador de Francia en Constantinopla, Marie-Gabriel-Florent-Auguste de Choiseul-Gouffier, plaza que le permitió viajar a Italia y Asia Menor. Publicó el relato de sus periplos.
Fue nombrado conservador de la biblioteca Santa-Geneviève (llamada en aquellos tiempos Biblioteca del Panthéon) en 1806.

## Obra
- Voyage dans la Troade, ou tableau de la plaine de Troie dans son état actuel, París, Laran, 1799

- Voyage de la Propontide et du Pont Euxin. París, Dentu, año VIII. 2 v. in-8, 6 mapas despelgables. 1800

- «Ulisse-Homère ou Du véritable auteur de l’Iliade et de l’Odyssée», París, 1829